# Вільям Фарнум
Вільям Фарнум (англ. William Farnum; 4 липня 1876, Бостон — 5 червня 1953, Лос-Анджелес) — американський актор.

## Біографія
Вільям Фарнум народився у Бостоні, США, в акторській сім'ї; старший брат — Дастін Фарнум відомий актор німого кіно. На театральній сцені дебютував у десятирічному віці в постановці Юлій Цезар з Едвіном Бутом у головній ролі. Успіх Фарнуму принесла роль у виставі «Бен Гур» (1900).
З 1915 по 1925 рік Вільям Фарнум грав переважно у кіно. У цей період він був одним з найвисокооплачуваніших акторів в Голлівуді. За час своєї кінокар'єри зіграв ролі у майже 150 фільмах.

## Особисте життя
Вільям Фарнум був одруженим тричі. Мав доньку, Сару Адель, від шлюбу з другою дружиною Олівією Вайт.
Фарнум має «Зірку» на голлівудській Алеї Слави.

## Фільмографія (вибіркова)

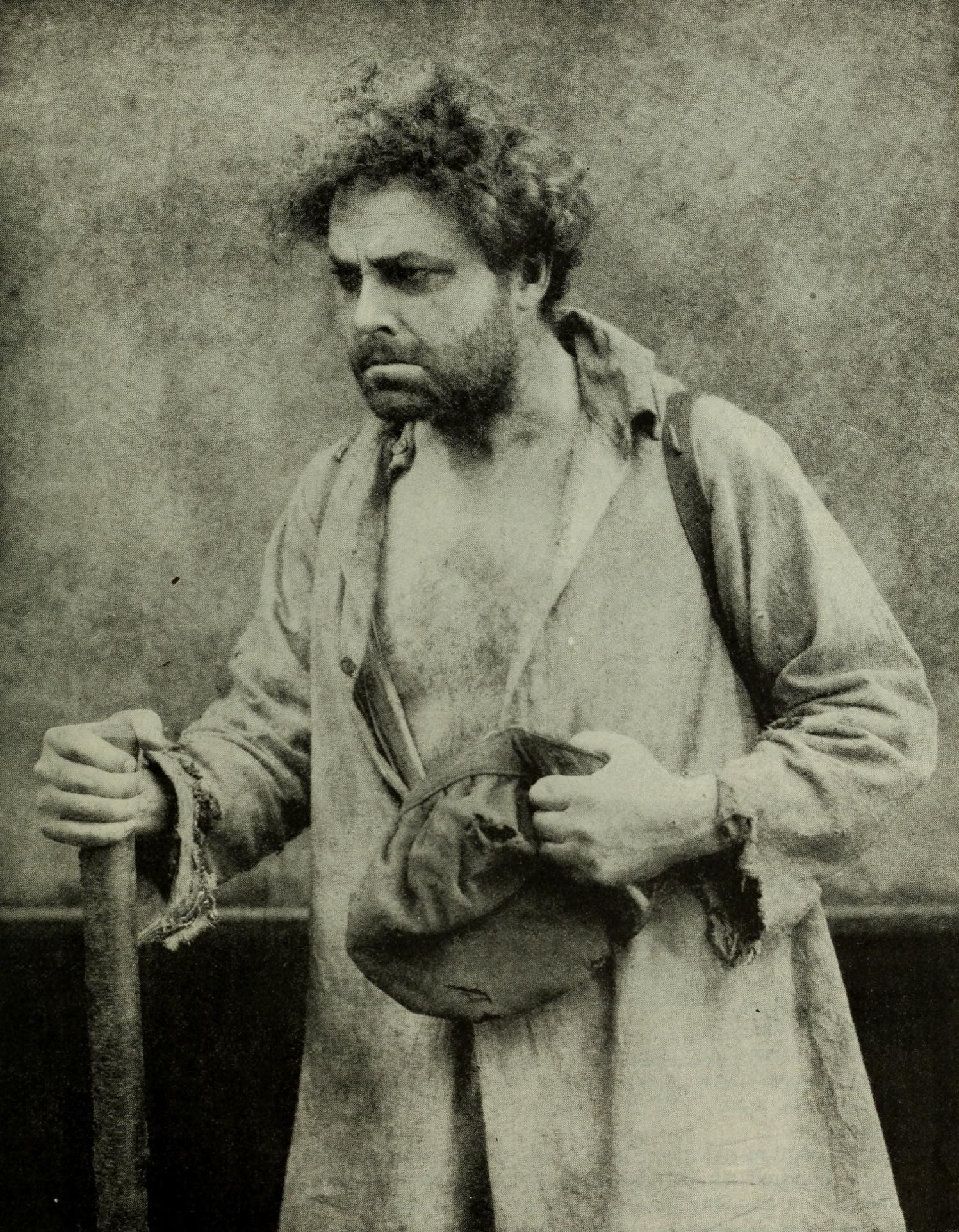
В. Фарнум в ролі Жана Вальжана («Знедолені», 1917)

| Рік  |   | Українська назва           | Оригінальна назва          | Роль                      |
| ---- | - | -------------------------- | -------------------------- | ------------------------- |
| 1917 | ф | Знедолені                  | Les Misérables             | Жан Вальжан               |
| 1917 | ф | Розповідь про два міста    | A Tale of Two Cities       | Чарльз Дерні/Сідні Картон |
| 1920 | ф | Авантюрист                 | The Adventurer             | Дон Сезар де Базан        |
| 1930 | ф | Дю Баррі, пристрасна жінка | Du Barry, Woman of Passion | Людовик XV                |
| 1931 | ф | Янкі з Конектикута         | A Connecticut Yankee       | король Артур / винахідник |
| 1932 | ф | Містер Робінзон Крузо      | Mr. Robinson Crusoe        | Вільям Белмонт            |
| 1934 | ф | Загадка графа Монте-Крsсто | The Count of Monte Cristo  | капітан Леклер            |
| 1934 | ф | Клеопатра                  | Cleopatra                  | Марк Эмилий Лепид         |
| 1934 | ф | Тавро ненависті            | The Brand of Hate          | Джо Ларкінс               |
| 1937 | ф | Дівчина Салема             | Maid of Salem              | Crown Justice Sewall      |
| 1938 | ф | Самітній рейнджер          | The Lone Range             | панотець МакКін           |
| 1944 | ф | Прокляття мумії            | The Mummy's Curse          | Майкл                     |
| 1949 | ф | Самсон і Даліла            | Samson and Delilah         | Тубал                     |
| 1950 | ф | Слід Робін Гуда            | Trail of Robin Hood        | Білл Франум               |
| 1951 | ф | Голлівудська історія       | Hollywood Story            | Вільям Фарнум             |
| 1952 | ф | Самотня зірка              | Lone Star                  | Том Крокетт               |
| 1952 | ф | Джек і бобове стебло       | Jack and the Beanstalk     | король                    |